# Cyathura shinjikoensis
Cyathura shinjikoensis là một loài chân đều trong họ Anthuridae. Loài này được Nunomura miêu tả khoa học năm 2001.